# Zane Knowles
Zane Knowles (Nassau, 17 febbraio 1992) è un cestista bahamense.

## Palmarès
- Coppa di Bulgaria: 1

Levski Sofia: 2020